# Szabó Péter (csellóművész)
Szabó Péter (Marosvásárhely, 1963. április 28. –) a Magyar Érdemrend Lovagkeresztjével kitüntetett művész, Liszt Ferenc-díjas, Lajtha László-díjas gordonkaművész, a Szabó Csaba Nemzetközi Társaság Elnöke, a Budapesti Fesztiválzenekar szólócsellistája, a Magyar Művészeti Akadémia Köztestületi Tagja.

## Életútja
Szabó Péter 1963-ban született, Erdélyben, Marosvásárhelyen, muzsikus családban. Édesapja Szabó Csaba (1936–2003), erdélyi magyar zeneszerző, zenetudós, népzenekutató, karmester és egyetemi tanár, a Romániai Zeneszerzők és Zenetudósok Szövetségének díjazottja, a Magyar Művészeti Akadémia Millenniumi Alkotóművészeti Pályázatának Arany díjazottja. Szabó Péter széleskörű zenei neveltetéséről Édesapja gondoskodott.
Tanulmányait 4 évesen zongoratanulással kezdte, majd 5 éves korában kezdett el gordonkázni. Zenei szakközépiskolai tanulmányait a Marosvásárhelyi Művészeti Líceumban folytatta, ahol 1981 – ben zongora és gordonka szakon érettségizett. Tanárai voltak többek között: Csíky Boldizsár, Kozma Mátyás, Nagy Géza (a palermoi Teatro Massimo Operaház zenekarának volt szólócsellistája). Felsőfokú zenei tanulmányait a kolozsvári Gheorghe Dima Zenekonzevatóriumban (jelenleg Gheorghe Dima Zeneakadémia) végezte, ahol 1985 – ben kitüntetéssel – summa cum laude – gordonkaművészi és gordonkatanári diplomát szerzett. Tanárai: Angi István, Valentin Arcu (az Orchestre Nationale de Lille volt szólócsellistája), Jagamas János, Ferdinand Weiss, Terényi Ede. 1988 – tól a Liszt Ferenc Zeneművészeti Egyetemen folytatta tanulmányait, Mező László, Rados Ferenc, és Kurtág György osztályában. 1991 – ben gordonkaművészként, kitüntetéssel diplomázott. 13 éves korától rendszeres hallgatója volt olyan világhírű művészek mesterkurzusainak, mint: Kurtág György, Tobias Kühne, Alain Meunier, Mező László, Perényi Miklós, Erkki Rautio, Sebők György, Somogyi László, Starker János, Végh Sándor. Anyanyelvén kívül négy nyelven – angolul, franciául, németül és románul – beszél.

## Szólista tevékenysége
Első szólóestjét 13 évesen adta, a Marosvásárhelyi Kultúrpalota Kistermében. Diákévei alatt rendszeresen fellépett szólistaként Románia zenei központjaiban, a Marosvásárhelyi –, Nagyváradi –, Szatmári –, Aradi –, és Kolozsvári Állami Filharmóniával, valamint több alkalommal szerepelt szólóestekkel Bukarestben – az Ateneul Roman – ben. 1983 – ban a Jénai Filharmóniával lépett fel, Weimarban. Kiváló romániai magyar és román karmesterekkel közreműködött: Aczél Ervin, Mircea Cristescu, Cristian Mandeal, Petre Sbârcea, Szalman Lóránt. 1988 – ban családjával együtt áttelepült Magyarországra. 1989 – től 1993 – ig az Országos Filharmónia ösztöndíjas szólistája volt. Ez idő alatt többek között fellépett a Budafoki Dohnányi Ernő Szimfonikus Zenekarral, a Miskolci Szimfonikusokkal, az Állami Hangverseny Zenekarral, a Magyar Rádió Szimfonikus Zenekarral.
Nemzetközi karrierje során szólistaként olyan világhírű zenekarokkal lépett fel, mint a Budapesti Fesztivál Zenekar, Budapesti Vonósok, Camerata Academica Salzburg, Magyar Rádió Szimfonikus Zenekara, Nemzeti Filharmonikusok, Württemberg Kamarazenekar – Heilbronn.
A világ legrangosabb karmestereivel volt lehetősége együttműködni: Erich Bergel, Sir Colin Davis, Charles Dutoit, Eötvös Péter, Fischer Iván,Valery Gergiev, Peter Keuschnig, Kocsis Zoltán, Sir Yehudi Menuhin, Sir Roger Norrington, Franck Ollu, Lahav Shani, Sir Solti György, Vásáry Tamás, Végh Sándor, valamint nagyszerű magyar karmesterekkel: Hamar Zsolt, Hollerung Gábor, Kocsár Balázs, Kollár Imre, Kovács László, Medveczky Ádám.  
Szólistaként és kamarazenei együttesek résztvevőjeként Európában, az Egyesült Államokban, a Távol – Keleten és Latin – Amerikában koncertezett. Nemzetközi karrierje legjelentősebb helyszínei: Conservatorie – Genf, Konzerthaus – Berlin, Lincoln Center (Avery Fisher Hall) – New York, Mozarteum – Salzburg, Musikverein (Artist in residence) és Konzerthaus – Bécs, National Theatre of Venezuela – Caracas, Tonhalle – Zürich, Wigmore Hall – London (Master Series). Alkalma volt bemutatkozni a világ legrangosabb nemzetközi fesztiváljain. Ilyenek: Aldeburgh Fesztivál (Anglia), Budapesti Tavaszi Fesztivál, Engadiner Konzertwochen (Svájc), Gustav Mahler Musikwochen – Toblach, Kissinger Sommer Fesztivál – Bad Kissingen (Németország), Kodály Művészeti Fesztivál – Kecskemét, Nemzetközi Zenei Fesztivál – Azores (Portugália), Nemzetközi Zenei Fesztivál – Isztambul (Törökország), Normandiai Október Fesztivál (Franciaország), Mostly Mozart Fesztivál New York, a Pablo Casals Fesztivál – Prades (Franciaország), Royal Palace Fesztivál – Stockholm (Svédország), valamint a Salzburgi Ünnepi Játékok.  
A legkiemelkedőbb kortárs szerzők műveinek ősbemutatóját / bemutatóját játszotta: Thomas Ades, Eötvös Péter, Erőd Iván, Hollós Máté, Jeney Zoltán, Kocsár Miklós, Kurtág György, Sáry József, Serei Zsolt, Szabó Csaba, Terényi Ede, Tihanyi László, Veress Sándor, Herbert Willi.  E szerzők közül többen,Fekete Gyula, Hollós Máté, Serei Zsolt, Terényi Ede, Tihanyi László neki ajánlották kompozícióikat.
Elsőként Édesapja ajánlotta neki saját szerzeményét, 16. születésnapja alkalmából, melynek az ősbemutatóját Péter játszotta Marosvásárhelyen. Terényi Ede Barokk Rapszódiája is számára íródott. A mű ősbemutatóját 1985. március 20 – án játszotta a Kolozsvári Állami Filharmóniával, a kiváló román karmester, Mircea Cristescu vezényletével. Veress Sándor Szólószonátájának magyarországi bemutatója a budapesti Vigadóban és Lajtha László Trio Concertante című művének angol bemutatója a Wigmore Hall – ban is a nevéhez fűződik.

## Kamarazenei tevékenység
1996 – ban Takács – Nagy Gábor és Várjon Dénes művész kollégáival közösen megalakították a Takács – Várjon – Szabó Zongorás Triót, a későbbiekben Takács Piano Trio. Ezzel az együttessel nagy sikereket értek el Európa és az Egyesült Királyság legnagyobb hangversenytermeiben Wigmore Hall – London, Tonhalle –Zürich, Konzerthaus – Berlin, Conservatorie – Genf, és több CD felvételt készítettek. A Sinfonietta Pannonica Ensemble az Uránia Nemzeti Filmszínház rezidens együttese volt 2016-2019- ig három évadon keresztül. Évadonként 6 koncerten adtak elő a kamarazene remekeit. A műsorokat Szabó Péter állította össze. 2020 – ban a pandémia első hulláma alatt, márciustól-júliusig 28 Karantén esten lépett fel szólistaként és kamarazenészként, mely hangversenyeket élőben közvetítettek a világhálón a Budapesti Fesztiválzenekar Alapítvány szervezésében. Világhírű művészek választották kamarazenei partnerül, többek között: Kocsis Zoltán, Alfons Kontarsky, Pierre – Laurent Aimard, Yurij Bashmet, Till Fellner, Jandó Jenő, Jon Nakamatsu. A fiatal művész-generáció legkiválóbb képviselőivel is fellépett: Baráti Kristóf, Bársony Péter, David Frühwirth, Kelemen Barnabás, Frédéric Vaysse – Knitter, Virginie Robilliard. 

## Tevékenysége szólócsellistaként
| Dátum             |                                                                                                   |
| 1993 – napjainkig | a Budapesti Fesztivál Zenekar szólócsellistája                                                    |
| 2022              | az Izraeli Filharmonikus zenekar vendég szólócsellistája                                          |
| 2020 – tól        | a Haydn Philharmonie vendég szólócsellistája                                                      |
| 2012              | a hr-Sinfonieorchester Frankfurt (Frankfurti Rádiózenekar) vendég szólócsellistájaként lépett fel |
| 2000, 2003, 2012  | World Orchestra for Peace WOP – Világzenekar a békéért szólócsellistája                           |
| 1993 – 2000       | a Camerata Academica Salzburg szólócsellistája                                                    |
| 1991 – 1993       | Concentus Hungaricus – a Magyar Rádió Kamarazenekarának szólócsellistája                          |

## Karmesteri tevékenység
2020-ban a Budapesti Fesztiválzenekar és MÜPA Karmester kerestetik, karmester verseny nyertese. A verseny nyerteseként 2020 február 2-án dirigálta Beethoven 7. szimfóniájának 3. tételét a MÜPA-ban a Beethoven Maratonon.
Legendás hangszeres előadóművész elődök példáját, szellemiségét követve (Pablo Casals, Végh Sándor...), 2003 – ban debütált karmesterként az Erdődy Kamarazenekar élén, Ignace Pleyel öt gordonkaversenyének világ premier felvétele is a dirigálásával készült a Hungaroton kiadó számára. A versenyművek kéziratait Szabó Péter kutatta, fedezte fel Európa könyvtáraiban.
2010 – ben megalapította a Sinfonietta Pannonica kamarazenekart, és a Sinfonietta Pannonica Ensemble-t, melynek művészeti vezetője és karmestere is. Bemutatkozásként a zenekar még ebben az esztendőben világelső felvételt készített J.B.Vanhal három, eddig még rögzítésre soha nem került gordonkaversenyéből. Ezen a felvételen a szólista és karmester egyaránt Szabó Péter volt. A versenyművek kéziratait szintén ő kutatta, fedezte fel.

## Pedagógiai tevékenység
Évek óta világszerte vezet mesterkurzusokat, így a Végh Sándor által alapított Európai Mozart Alapítvány, ahol állandó tanárként működött közre az intézmény megszűnéséig. Jelenleg az IClassical-Academy vendég tanára. A kurzusok felvétele megtekinthető a Medici Tv honlapján. Illetve az IClassical Academy honlapján. További mesterkurzusai: Jeunesse Musicales Master Classes Bulle-ben (Svájc), International Summer Music School Korculán (Horvátország), a kecskeméti Kodály Intézetben, Centro Tom Jobim Sao Paolo-ban (Brazília), Le Grenier de la Mothe (Franciaország), Academie des Cimes Val d’Isere-ben (Franciaország), a Lausanne-i HEMU-ben.
1989. szeptember 1 – től 1990. június 30 – ig demonstrátorként tanított a Liszt Ferenc Zeneművészeti Egyetemen, Mező László osztályában. 2018 óta a Weiner Leo Katolikus Zeneiskola és Zeneművészeti Szakgimnázium gordonka és kamarazene tanára.
2020- ban megalapította Budapesten a Cellissimo Academy mesterkurzust, melyen világhírű tanárok tanítanak. A kurzus szellemisége, hogy az alkotások filozófiai, költői, vallási és társadalmi helyzetének feltárásával, ösztönözze azt a zenei előadást, amelyben a technika a képzelet, az érzelem és a koncepció szolgájává válik.
2024 óta tart mesterkurzusokat a Budapesti Fesztiválzenekar Zenekari Akadémiáján (European Orchestra Academy).
A felsorolt széleskörű zenei oktatási/pedagógiai tapasztalatai mellett, ezen a területen mai napig legkiemelkedőbb eredménynek lánya, Szabó Ildikó zenei nevelését tartja.

## Zenetudományi, közreadói, kiadói tevékenység[19]
Szabó Péter a felfedezetlen művek felkutatása és az elfeledett művek újrafelfedezése iránti szenvedélyének köszönhetően ismerhette meg a világ Ignaz Pleyel öt gordonkaversenyét, valamint hegedűre és gordonkára komponált Serenade – ját, Johann Baptist Vaňhal három gordonkaversenyét, valamint Tommaso Giordani ,Hans Koessler, Lajtha László, Liszt Ferenc, Moór Emánuel, Seiber Mátyás, kamarazenei irodalmának néhány fontos alkotását. 2005 – ben a Simrock Original Edition (Boosey & Hawkes) kiadó felkérésére megjelentette Ignace Pleyel összes gordonkaversenyét, melyekhez zongorakivonatot készített, továbbá több átiratot készített Antonín Dvořak, Kurt Weill, Erich Korngold, Astor Piazzolla műveiből.
Zenetudományi tevékenységében kiemelkedő fontosságú Édesapja, Szabó Csaba szellemi, zenei örökségének ápolása. 2004 óta rendszeresen kiadja Szabó Csaba kompozícióit.
2013-ban megjelent Szabó Csaba munkásságát, életművét körvonalazó és elemző emlékkönyv, az Üvegszilánkok között.  A több mint 500 oldalas tanulmány kötet attól válik egyedivé és érdekessé, hogy Szabó Csaba tevékenységének elemzésén túl, az elmúlt 50 – 60 év küzdelmes erdélyi magyar zenei életéről is képet ad az olvasónak, a magyar zenetudomány e területén hiánypótló alkotás. Az emlékkönyv megírásában és összeállításának munkálataiban Szabó Péter szerkesztőként vett részt. A könyv bemutatójára 2013 okt. 1-én került sor a Zenetudományi Intézetben, Budapesten.
2019 -ben megjelent Szabó Péter szerkesztésében, jegyzeteivel kiegészülve Szabó Csaba összegyűjtött írásainak I. kötete. Szabó Csaba írásainak közreadásakor az volt a cél, hogy a szerző által publikált vagy mindeddig kéziratban maradt dolgozatait, valamint tudományos előadásait tematikus csoportosításban a teljesség igényével tegye hozzáférhetővé a kutatás és az oktatás számára.
2021-ben megjelent Szabó Péter szerkesztésében, utószavaival együtt Szabó Csaba összegyűjtött írásainak II. kötete . A könyv művelődéstörténeti, népzene-műzenei, prozódiai írásokat tartalmaz, melyek hiánypótló írások a magyar zenetudományban.
Szabó Péter a magyar zene ügyének elhivatott képviselőjeként, valamint a Szabó Csaba Nemzetközi Társaság Elnökeként kamara – hangversenyek, emlékversenyek, fesztiválok főszervezője, művészeti vezetője.
- Bach Bridges Fesztivál – A Budapesti Fesztiválzenekar és az Amszterdami Concertgebouw Zenekar művészeinek, összefogásának gyümölcse.[26]
- Kortárs Kincsek koncertsorozat – A sorozat célja hogy széles közönséggel megismertesse a magyar és nemzetközi zeneirodalom ritkábban játszott remekeit.[27]

## Zeneszerzői, átírói tevékenység, műjegyzékkel[28]
| Mű                                                                   | Kiadó                                                                               | Lemezszám                                  |
| -------------------------------------------------------------------- | ----------------------------------------------------------------------------------- | ------------------------------------------ |
| Szabó Csaba: Opus Parvuum Musicale hegedűre és zongorára             | Cellissimo Zeneműkiadó                                                              | Hunnia Records 2024 – HRES 2412, HRES 2421 |
| Kadenciák, illetve zongora átirat Ignace Pleyel öt csellóversenyéhez | Simrock Original Edition (Boosey & Hawkes), CD felvételen a Hungaroton gondozásában | Hungaroton – HCD 32067-68                  |
| Kadenciák Johann Baptist Vanhal három csellóversenyéhez              | Hungaroton lemezkiadó gondozásában                                                  | Hungaroton – HUN 32635                     |

## Díjak, elismerések
| Év                                      | |
| 2024                                    | Magyar Érdemrend Lovagkeresztjével kitüntetett művész                                                                                        |
| 2023                                    | Royale Music Competition – Outstanding Music Educator Award                                                                                  |
| 2022                                    | World Classical Music Awards, World Classical Music Teacher Award Certificate                                                                |
| 2020                                    | A Budapesti Fesztiválzenekar és a MÜPA Karmester kerestetik, versenyének nyertese                                                            |
| 2014                                    | Lajtha László Alapítvány kuratóriumának díja, a zeneszerző kompozícióinak kiemelkedő színvonalú tolmácsolásáért                              |
| 2011                                    | Liszt Ferenc-díj |
| 2010                                    | A World Orchestra for Peace tagjaként az ENSZ Nevelésügyi, Tudományos és Kulturális Szervezetének „UNESCO Művész a békéért” megtisztelő címe |
| 2002                                    | Gramofon Magazin – Magyar Klasszikus Díja, az Év Legjobb Magyar Komolyzenei Előadója kitüntető elismerése                                    |
| 1993                                    | Genfben a Nemzetközi Zenetudományi Társaság (IMS) kitüntetése                                                                                |
| 1983                                    | A Markneukircheni Nemzetközi Verseny díjazottja                                                                                              |
| 1977 – 1987                             | a Román Nemzeti Verseny és a Megéneklünk Románia Fesztivál többszörös díjazottja, nyertese                                                   |
| A Budapesti Fesztivál Zenekar tagjaként | |
| 2022                                    | Gramophone Classical Music Awards, Orchestra of the Year 2022                                                                                |
| 2013                                    | GEORGE WASHINGTON-Díj |
| 2007                                    | Gramophone-Díj |
| 2006                                    | Holland Zenei Díj |
| 1998                                    | Gramophone-Díj |

## Diszkográfia[43]
| Év   | Cím                                                                             | Kiadó                                | Előadók | Díjak                                      | Egyéb |
| ---- | ------------------------------------------------------------------------------- | ------------------------------------ | --- | ------------------------------------------ | --- |
| 2024 | Csaba Szabó: Memorial Concert at the French Institute in Budapest               | Hunnia Records – HRES 2412           | Józseg BALOG – piano, Virginie ROBILLIARD – violin, Péter SZABÓ – cello, Ádám TAKÁCS – singer – child soprano, Szabó Ensemble, Saint Ephraim Choir, Havay-Illés-Dósai Folk Music Trio |                                            | Világpremier felvétel |
| 2024 | Csaba Szabó: Chamber Music for Strings and Winds                                | Hunnia Records – HRES 2421           | József BALOG – piano, Sándor BERKI – horn, Bence BOGÁNYI – bassoon, Virginie ROBILLIARD – violin, Péter SZABÓ – cello, Ádám TAKÁCS – singer – child soprano, CultureTone Ensemble, Szabó Ensemble |                                            | Világpremier felvétel |
| 2022 | Creation: Winkelman & Merlin – Cello Concertos; Premieres musicales             | Alpha Records – 861                  | Nicolas Altstaedt, Peter Szabo- Cello Helena Winkelman, Ilya Gringolts, Meesun Hong-Coleman, Vilde Frang, Tatiana Grindenko, Gidon Kremer – Violin, Timothy Ridout – Viola, Zsolt Fejervari – Double bass, Johannes Julius Fischer – Percussion, Julian Hedenborg, Joonas Ahonen, Nicholas Rimmer – Piano, Lockenhaus Strings, Kremerata Baltica                                           |                                            | |
| 2014 | Emanuel Moór: Cello Concertos                                                   | HCD 32728 – Hungaroton               | Ildikó SZABÓ – cello (1-4) – Péter SZABÓ – cello, Hungarian Symphony Orchestra Miskolc – Zsolt Hamar – conductor |                                            | Világpremier felvétel |
| 2010 | Johann Baptist Vanhal: 3 Cello Concertos                                        | HCD 32635 – Hungaroton               | Péter SZABÓ – cello, Sinfonietta Pannonica – leader: Márta ÁBRAHÁM | Selection hmch                             | Világpremier felvétel |
| 2010 | Brahms: Piano Trio in B major Op. 8 Dvořak: Dumky Trio Op. 90                   | HCD 32659 – Hungaroton               | Virginie ROBILLIARD – violin, Péter SZABÓ – cello, Frédéric VAYSSE-KNITTER – piano |                                            | |
| 2009 | Rossini: Instrumental Music                                                     | Channel Classics CCS SA (SKU): 27708 | Dudu CARMEL (oboe), Violetta ECKHARDT (violin), Erika SEBÖK (flute), Balázs KOVÁCS (English horn) & György KERTÉSZ (cello), Zsolt FEJÉRVÁRI (double bass), Mikós NAGY, András SZABÓ, Dávid BERECZKY & Zsombor NAGY (horns), József LENDVAY (violin), György PORZSOLT (viola), Gabriella PIVON (flute), Péter SZABÓ (cello) & Ákos ÁCS (clarinet) Budapest Festival Orchestra, Iván FISCHER |                                            | "The performances are as delicious as the music itself." (...) "A wonderful release!" ClassicsToday.com "The highlights of this collection are the Budapest players' vividly released accounts of the rarely recorded wind and string Serenata and the two youthful sets of variations for assorted soloists and small orchestra. …engaging and stylish performances..." Gramophone.com |
| 2008 | Pleyel: Strings and Winds                                                       | HCD 32572 – Hungaroton               | Orsolya KACZANDER – flute, Lajos LENCSÉS – oboa, Vilmos SZABADI – violin, Péter BÁRSONY – viola, Péter SZABÓ – cello |                                            | Világpremier felvétel |
| 2008 | Tommaso Giordani: 6 Trios for German Flute, Viola and Cello                     | HCD32498 Hungaroton                  | Orsolya KACZANDER – flute, wooden flute by Christopher ABELL (2006), Péter BÁRSONY – viola, Péter SZABÓ – cello | MUSICORA, LE MONDE DE LA MUSIQUE, CLASSICA | Világpremier felvétel |
| 2007 | Emanuel Moór: 3 Sonatas for Cello and Piano                                     | HCD32462 Hungaroton 2007             | Péter SZABÓ – cello, Adrienne KRAUSZ – piano |                                            | Világpremier felvétel |
| 2006 | Csaba Szabó: Chamber Music, Choral Works                                        | HCD32183 Hungaroton                  | Laura FARAGÓ – soprano, Márta GÁL – piano (1-3), Péter SZABÓ – cello (4-7), Dénes VÁRJON – piano (4-7), Camerata Transsylvanica -conducted by György SELMECZI, Hungarian Radio Brass Quintet – conducted by Mátyás ANTAL (9-12) Hungarian Radio Chorus – chorus master: József MAKLÁRY (13-20)                                                                                             |                                            | |
| 2005 | Hans Koessler: Trio-Suite; Quintet; Emanuel Moór: Sonata No. 2, Op. 55          | HCD 32331 Hungaroton                 | David FRÜHWIRTH, Christoph EHRENFELLNER – violin, Genevieve STROSSER – viola, Péter SZABÓ – cello, Zsuzsa KOLLÁR – piano |                                            | Világpremier felvétel |
| 2005 | Mátyás Seiber: To Poetry Chamber Works and Songs                                | HCD 32405 Hungaroton                 | Lesley-Jane ROGERS – soprano, Andrea MELÁTH – mezzo-soprano, Péter SZABÓ – cello, David FRÜHWIRTH – violin, László ERNYEI – accordion, Zsuzsa KOLLÁR – piano |                                            | |
| 2003 | BEETHOVEN: String Quintets, Op. 1, 11 and 17                                    | NAXOS 8.553827                       | Péter SZABÓ – cello, Violetta Eckhardt – violin, Yoshiko Hagiwara – violin, Barna Juhász – viola, Tímea Iván – viola, Iván Sztankov - Contrabass |                                            | |
| 2003 | Pleyel: Complete String Concertos, Vol. 2: Violin Concerto in D major; Serenade | HCD 32241 Hungaroton                 | Vilmos SZABADI – violin, Péter SZABÓ – cello, ERDŐDY Chamber Orchestra, leader: Zsolt SZEFCSIK | MUSICCORA, LE MONDE DE LA MUSIQUE          | Világpremier felvétel |
| 2002 | Liszt, Goldmark, Rózsa: Works for Cello & Piano                                 | HCD 32023 Hungaroton                 | Péter SZABÓ – cello Adrienn KRAUSZ – piano |                                            | Világpremier felvétel |
| 2002 | Ignace Pleyel: The Cello Concertos (Complete)                                   | HCD 32067-68 Hungaroton              | Péter SZABÓ – cello & conductor, ERDŐDY Chamber Orchestra, leader: Zsolt SZEFCSIK | LE MONDE DE LA MUSIQUE, REPERTOIRE         | Világpremier felvétel |
| 2001 | Beethoven / Mozart Beethoven Tripelkonzert – Camerata Salzburg                  |                                      | Alexander JANICZEK -Violine Peter SZABÓ – Cello Stefan ARNOLD – Klavier |                                            | Live recording from National Theatre of Venezuela – Caracas, 2001 |
| 1999 | Liszt/Lajtha: Piano Trios                                                       | HCD 31815 Hungaroton                 | Gábor TAKÁCS-NAGY – piano, Dénes VÁRJON – piano, Péter SZABÓ – cello |                                            | Világpremier felvétel |
| 1999 | The Radio 3 Lunchtime Concert                                                   | BBC Legends                          | Péter SZABÓ – cello, Dénes VÁRJON – piano |                                            | Live from Wigmore Hall |
| 1996 | Chopin: Chamber Music                                                           | HCD 31651 Hungaroton                 | Péter SZABÓ – cello, Gábor TAKÁCS-NAGY – violin, Dénes VÁRJON – piano |                                            | |
| 1995 | Beethoven: Chamber Music for Horns, Wind & Strings                              | Naxos 8.553090                       | József BALOGH – clarinet, Ildikó HEGYI – violin, Jenő KEVEHÁZI – horn, Győző MATHE – viola Péter SZABÓ – cello István TÓTH – double bass József VAJDA – bassoon Sándor BERKI – horn János KEVEHÁZI – horn Ottó RÁCZ – oboe Péter POPA – violin |                                            | |
| 1993 | Dohnányi and Lajtha: Sonatas for Cello and Piano                                | HCD 31552 Hungaroton                 | Péter SZABÓ – cello, Dénes VÁRJON – piano |                                            | Világpremier felvétel |
| 1988 | Ede Terényi: Baroque Rhapsody for cello and orchestra                           | ST-ECE 03334 ELECTRECORD             | Péter SZABÓ – cello, Tîrgu Mureș Philharmonic Chamber Orchestra |                                            | |

## Forráshivatkozások
1. 1 2  Lajtha László. lajtha.hagyomanyokhaza.hu. (Hozzáférés: 2025. március 29.)
2. ↑  WebID: Társaság (hu-HU nyelven). Szabó Csaba Nemzetközi Társaság. (Hozzáférés: 2025. március 29.)
3. ↑  Biography (brit angol nyelven). Péter Szabó. (Hozzáférés: 2025. március 21.)
4. ↑  Takács Piano Trio (Gábor Takács-Nagy, Péter Szabó, Dénes Várjon) rádió (magyar nyelven). Spotify. (Hozzáférés: 2025. március 21.)
5. ↑  Greenroom: Takács-Nagy Gábor | Zenészek (magyar nyelven). BMC - Budapest Music Center. (Hozzáférés: 2025. március 21.)
6. ↑  Urania. (Hozzáférés: 2025. március 31.)
7. ↑  Gabriella, Bokor: Szabó Péter: "Csupa megszállott zenész alkotja a csapatot" (magyar nyelven). Papageno, 2017. november 20. (Hozzáférés: 2025. március 21.)
8. ↑  Greenroom: Szabó Péter | Zenészek (magyar nyelven). BMC - Budapest Music Center. (Hozzáférés: 2025. március 21.)
9. ↑  Péter Szabó - cellist, conductor, musical explorer (2022. január 2.). „Péter Szabó conducting Beethoven Symphony No.7”. (Hozzáférés: 2025. március 19.)
10. ↑  Erdődy Kamarazenekar. (Hozzáférés: 2025. március 31.)
11. ↑  Sinfonietta Pannonica Ensemble (brit angol nyelven). Péter Szabó. (Hozzáférés: 2025. március 21.)
12. ↑  Foundation, iClassical: Peter Szabo (amerikai angol nyelven). iClassical Academy. (Hozzáférés: 2025. március 19.)
13. ↑  Master Class with Péter Szabó (amerikai angol nyelven). medici.tv. (Hozzáférés: 2025. március 29.)
14. ↑  Foundation, iClassical: The Lessons Catalogue (amerikai angol nyelven). iClassical Academy. (Hozzáférés: 2025. március 29.)
15. ↑  Zenei tantestület – Weiner Leó Katolikus Zeneiskola és Zeneművészeti Szakgimnázium (magyar nyelven). (Hozzáférés: 2025. március 31.)
16. ↑  CELLISSIMO Academy Masterclasses, Budapest (angol nyelven). CELLISSIMO Academy Masterclasses - Budapest, Hungary. (Hozzáférés: 2025. március 19.)
17. ↑  EOA. (Hozzáférés: 2025. március 31.)
18. ↑  Ildikó Szabó (amerikai angol nyelven). Ildikó Szabó. (Hozzáférés: 2025. március 19.)
19. 1 2  My editions (brit angol nyelven). Péter Szabó. (Hozzáférés: 2025. március 29.)
20. ↑  Szabó Csaba Nemzetközi Társaság (magyar nyelven). szcsnt.hu. (Hozzáférés: 2025. március 19.)
21. ↑  Üvegszilánkok között – Szabó Csaba emlékkönyv (magyar nyelven). szcsnt.hu. (Hozzáférés: 2025. március 21.)
22. ↑  ÜVEGSZILÁNKOK KÖZÖTT – SZABÓ CSABA EMLÉKKÖNYV (magyar nyelven). Papageno Webshop. (Hozzáférés: 2025. március 21.)
23. ↑  Szabó Csaba összegyűjtött írásai I. kötet (magyar nyelven). szcsnt.hu. (Hozzáférés: 2025. március 21.)
24. ↑  Szabó Csaba összegyűjtött írásai II. kötet (magyar nyelven). szcsnt.hu. (Hozzáférés: 2025. március 21.)
25. ↑  Szcsnt. (Hozzáférés: 2025. március 31.)
26. ↑  Papageno: Jön az V. Bach Bridges Fesztivál (magyar nyelven). Papageno, 2024. november 1. (Hozzáférés: 2025. március 19.)
27. ↑  (x): Nagy sikerrel zárult a Kortárs Kincsek adventi koncertsorozata (magyar nyelven). Papageno, 2024. december 19. (Hozzáférés: 2025. március 19.)
28. ↑  My editions (brit angol nyelven). Péter Szabó. (Hozzáférés: 2025. március 21.)
29. ↑  Opus Parvuum Musicale - Rondo Concertante hegedűre és zongorára (PDF) (magyar nyelven). szcsnt.hu. (Hozzáférés: 2025. március 29.)
30. ↑  Spotify. (Hozzáférés: 2025. március 31.)
31. ↑  Ignaz Pleyel - Cello Concerto No.2 in C (Ben104) (angol nyelven). www.boosey.com. (Hozzáférés: 2025. március 29.)
32. ↑  Spotify - Pleyel. (Hozzáférés: 2025. március 31.)
33. ↑  Spotify - Vanhal. (Hozzáférés: 2025. március 31.)
34. ↑  Nemzet, Magyar: Ők vehették át az állami kitüntetéseket (magyar nyelven). Ők vehették át az állami kitüntetéseket, 2024. augusztus 16. (Hozzáférés: 2025. március 29.)
35. ↑  Péter Szabó - cellist, conductor, musical explorer (2022. január 2.). „Péter Szabó conducting Beethoven Symphony No.7”. (Hozzáférés: 2025. március 29.)
36. ↑  Kiosztották a Lajtha-díjat (magyar nyelven). kultura.hu, 2014. január 17. (Hozzáférés: 2025. március 29.)
37. ↑   (2025. január 10.) „Liszt Ferenc-díj” (magyar nyelven). Wikipédia. (Hozzáférés: 2025. március 29.)
38. ↑  World Orchestra for Peace to promote UNESCO’s message through music | UN News (angol nyelven). news.un.org, 2010. augusztus 3. (Hozzáférés: 2025. március 29.)
39. ↑  A Fesztiválzenekar lett Az év zenekara Londonban (magyar nyelven). Budapesti Fesztiválzenekar. (Hozzáférés: 2025. március 29.)
40. ↑  Orchestra of the Year (angol nyelven). Gramophone. (Hozzáférés: 2025. március 29.)
41. ↑  George Washington díjat kap a Budapesti Fesztiválzenekar és Fischer Iván (magyar nyelven). Budapesti Fesztiválzenekar. (Hozzáférés: 2025. március 29.)
42. 1 2   (2025. március 3.) „Gramophone Classical Music Awards” (angol nyelven). Wikipedia. (Hozzáférés: 2025. március 29.)
43. ↑  Péter Szabó - Recordings. peter-szabo.com. (Hozzáférés: 2025. március 21.)
44. ↑  Szabó Péter - reviews. (Hozzáférés: 2025. március 31.)